# ストーム (マーベル・コミック)
ストーム（Storm）は、マーベル・コミックの架空のスーパーヒーロー（ヒロイン）である。本名はオロロ・マンロー（Ororo Munroe）。
X-メンの傑出したリーダーのひとりとしても良く知られており、同じくマーベル・コミックのスーパーヒーローであるブラックパンサーとの結婚（2007年）によって彼が治めるアフリカの架空の国家ワカンダの女王となっている。彼女は2014年現在、一時的にヒーローチームファンタスティック・フォーにインヴィジブル・ウーマンの代理として参加している。
彼女は作家のレン・ウェインと画家のデイブ・クックラムによって創造され、『ジャイアントサイズ・X-メン』1号（1975年5月） で初登場し、最も有名な黒人女性ヒロインの一人となった。
あらゆる形態の気象現象の発生を支配し、高速飛行ができる。彼女は1980年から2006年にブラック・パンサーと結婚するまで首尾一貫して様々なX-メン軍団の一員として描かれている。彼女はほぼ全てのX-メンアニメシリーズ、ビデオゲームで登場しており、ユニバーサル・オーランド・リゾートには彼女を題材にしたテーマライドが存在する。映画『X-MEN』シリーズではハル・ベリーとアレクサンドラ・シップがストームを演じている。

## 出版物の歴史

### 起源（1970年代）
ストームことオロロ・マンローは1975年、レン・ウェイン作、デイブ・クックラム画によるかの有名な『Giant Size X-Men#1』で初登場した。このコミックではウェインは、全てWASPで構成された1960年代の第一世代のX-メンを国際的なX-メンたちに置き換えるために、生きる島・クラコアとの戦いを使った。ストームはクックラムが『リージョン・オブ・スーパーヒーローズ(Legion of Super-Heroes)』で使おうとしていた幾つかのキャラクターのアイディアを合成したものである。1999年のインタビューでクックラムは、もともとの黒人女性キャラクターとしてはブラックキャットと呼ぶキャラクターを考えていた。彼女はストームと同様のコスチュームを来ていたがケープはなく、耳にふさふさとした束があるネコのような髪型をしていた。しかし、他にティグラなどのネコに似た女性キャラクターが現れたため、クックラムは新しいキャラクターをデザインしなおし、白髪にケープを与えストームを作り出した。同僚がストームの白髪はおばあさんみたいに見えると評したとき、彼は単に『オレを信じろ(Trust me)』と述べた。
1975年にストームが活躍するメインタイトルの『Uncanny X-Men』のライターとしてウェインの後を継いだクリス・クレアモントは、多くの特筆すべきX-メンの物語を創り出し、その中には映画第2作と第3作の原作となった『God Loves, Man Kills』や『Dark Phoenix Saga』も存在した。両方の作品でストームは重要なサポートキャラクターとして描かれた。これはクレアモントがメインライターとしてコミックブックに携わり、ストームが登場する出版物のほとんどを書いた時期に起こる物事の先駆けとなるものだった。
Uncanny X-Men102号（1976年12月）ではクレアモントはストームのバックストーリーを作り出した。オロロの母・N'Dareはケニアのある部族の王女であり、長い白髪、青い目、ストームのケニヤにおける祖先Ashakeが得意とした魔術の才能を持つアフリカ人の末裔だった。N'Dareはアフリカ系アメリカ人のフォトジャーナリスト、デイヴィッド・マンローと恋に落ち、結婚した。彼等はニューヨークの住宅地にあるハーレム地区に移住し、オロロを身ごもり出産し、第二次中東戦争が激しい最中のエジプトに赴くことになる。彼等は空襲の誤爆によって命を落とし、6歳のオロロは孤児となった。彼女はこのときの空爆で瓦礫に生き埋めになり、極度の閉所恐怖症になった。彼女はカイロで、親切なAchmed el-Gibarの元で泥棒として腕を上げ、大きくなるとセレンゲティを拠点に歩き回るようになる。プロフェッサーXによってX-メンに招かれるまでに、彼女は女神として崇められるようになっていた。
クレアモントはUncanny X-Men117号（1979年1月）で、ストームのバックストーリーにさらに肉付けをした。彼は遡って1975年Giant Size X-Men1号で彼女をリクルートしたプロフェッサーXは幼い日の彼女にカイロで出会っていることにした。オロロはストリートで育ち、達人級の盗賊Achmed el-Gibarの指導の下で腕のいい泥棒になった。彼女の最も特筆すべき被害者こそがチャールズ・フランシス・エグゼビア、後にプロフェッサーXを名乗る男であった。彼は自らの精神力で一時的に彼女の逃走を妨げ、同時に彼女の潜在能力を知ることになった。しかし、エグゼビアはシャドウキングことAmahl Faroukに精神攻撃を受け、二人の男は戦闘に没頭して少女に逃走を許してしまう。エグゼビアとシャドウキングは後に、彼女があの時の少女だと気付くことになる。

### パンク・リバイバル（1980年代）
その後クレアモントはストームを穏やかで独立したキャラクターとして描いた。ストームは公衆浴場で全裸になってはいけないことを『不条理』と言い切る など、西洋文化になじむのに苦労する様子が描かれていたが、他のメンバーからはかなり尊敬されており、Uncanny X-Men139号（1980年11月）ではクレアモントは彼女をX-メンのリーダーに据えている。クレアモントはストームを最年少のX-メンメンバー、13歳のキティ・プライド（シャドウキャット）に対して親と娘のような感情を抱かせている。Marvel Team-Up100号（1980年12月）でクレアモントは、ケニアにいた頃の12歳のストームが若き日のブラックパンサーを人種差別主義者の暴漢から救い出したというショートストーリーを書いた。このストーリーはのちに後任のライターたちにこの二人のキャラクター間のさらに深い関係を設定させる礎となった。
X-Men Annual5号では、X-メンはファンタスティック・フォーとともに、Arkon the Imperionが彼の王国を乗っ取ったトカゲのような侵略者を打倒するのを助けにいった。ストームはArkonから妃になってくれという申し出を断り、その号の最後では互いにキスをした。
1980年代前半、クレアモントによって書かれたストームの冒険には、X-メンがブルードと呼ばれる寄生性の宇宙生物群と戦うスペースオペラものもあった。ストームは自らに生みつけられたブルードの卵の影響で自殺を考えるようになったが、クジラに似た友好的エイリアン・Acantiによってすんでの所で救われた。
その次の物語で、クレアモントはストームのキャラクターをより強いものにした。彼はX-メンの一員・エンジェルがミュータントの盗賊団モーロックスに攫われる物語を書いた。X-メンは数で圧倒され、ストームはプラグと呼ばれるモーロックによって病気に冒された。ただ1つの解決策は、X-メンの一人が彼等のリーダー・カリストと命をかけた一騎討ちで勝つことだった。まずナイトクローラーがカリストと戦おうとしたが、ストームはX-メンを率いる自分がと戦うと主張し、病魔に冒されながらもカリストの心臓を貫いて瀕死の重傷を負わせ、彼女を退けた。
1983年10月のUncanny X-Men #173ではストームの衣装と外見に大幅な変更が加えられた。クレアモントとアーティストのポール・スミスは、これまでの古いコスチュームから黒革のトップスとパンツに変え、かつての白髪のベールをパンクのモヒカンヘアに変えた。この物語で、彼女の人生観はブルードとの死闘後に暗くなった。これらの変化は、ストームがキティ・プライドから一時期反発される原因となった。ストームの恋愛面を実のあるものにするために、クレアモントはX-メンの一員・フォージ（驚異的な発明をするミュータント能力の持ち主）がミュータントパワー中和銃を開発するエピソードを書いた。このデバイスのそもそもの標的は、X-メンの一員であり、犯罪者であった前歴を持ち、当時のS.H.I.E.L.D.のエージェントとの接触によりテロリストではないかとの疑いをもたれていた女性・ローグだった。いかがわしい合衆国政府の諜報員ヘンリー・ピーター・ガイリックがローグに狙いを定めたとき、彼は間違ってストームを撃って、彼女の能力を奪ってしまった。フォージはストームを死の淵から救い、回復させるためテキサス州ダラスの自宅に連れ帰った。彼の助けを借りて、彼女は能力をなくした生活に馴染んでいき、彼等はゆっくりと恋に落ちていった。その後、ストームはフォージとガイリックが電話越しに交わした会話を立ち聞きして、自らの能力を奪った兵器を開発したのはフォージであることを理解した。彼女は悲しみにくれ、彼の元を去っていった。
しかし、クレアモントは強いキャラクターとして書き続け、1986年のUncanny X-Men #201 で能力を失ったストームをサイクロップスを戦わせ、X-メンのリーダーの座を勝ち取らせた。
1980年代の後半にはクレアモントはオリジナルの衣装とヘアスタイルに戻したストームが、1987年には一時的に胡散臭いヘルファイア・クラブに入団し、異次元にフォージと共に閉じ込められエレメンタルパワーを取り戻し、邪悪なサイボーグ・ナニーに捕われる などというエピソードを書いた。彼女はこの時の交戦によって命を落としたと信じられていたが、実はナニーによって肉体的に子供に退行させられ、記憶喪失に陥っていただけであった。彼女は邪悪なテレパス・シャドウキングに追われて、殺人の濡衣を着せられ、最終的には記憶を取り戻すまで盗賊に戻っていた。
その次のエピソード『The X-Tinction Agenda』では彼女はミュータントを不当に扱う架空の国家ジェノーシャに誘拐され、一時的に洗脳されたミューテイトにされたが、最後には肉体的にも精神的にも元の大人に戻ることができた。

### キャラクターの成長（1990年代）
1991年10月、X-メンは再始動し、タイトルはそのままの第二期『X-メン』を中心に据えた。クレアモントはかつてリーダーとして成功したストームをX-メンのゴールドチームのリーダーにした（ブルーチームは同僚のサイクロップスが率いることになった）。クレアモントが『Uncanny X-Men #94』でデビューを果たしてから16年目にしてX-メンのコミックから手を引くことになったとき、彼はジム・リーに後を託した。ジム・リーは彼女を強いリーダーとして書き続けた。スコット・ロブデルが担当する姉妹誌の『Uncanny X-Men』では、ロブデルはストームとフォージのロマンスを続行させ、最終的に1992年にフォージをストームにプロポーズさせた。ストームは躊躇ったがイエスと答えようとしたが、フォージは彼女の反応を見誤り、ストームが返答するまえに自らの申し出を撤回した。ロブデルは1993年11月ストームとフォージが酷い怪我を負うまで、二人の関係を元通りにするのを待った。
1995年、ロブデルは再びX-メンとモーロックスを戦わせるエピソードを書いた。クレアモントが1983年にカリストに行ったのと同じく、ロブデルはストームに敵の心臓に致命傷を負わせて戦いを終わらせた。この時、ストームはモーロックの少女マロウがもつ二つの心臓のうち爆弾を取り付けられていた一つを取り出した。
1996年2月、ストームは自分の名を冠した最初のミニシリーズを持った。この4号からなるミニシリーズでは、ストームがパラレルワールドに迷い込み、ヴィランであるミハエル・ラスプーチンと戦うストーリーが描かれた。

### 同時代のストーム（2000年代）
2001年7月に職場復帰したクリス・クレアモントによって始められた『エクストリームX-メン』では、ストームはかつて盗賊だったガンビット、かつてブラザーフッドのメンバーだったローグ、セイジ、アンチヒーローであるビショップ、よりおとなしくなったサンダーバードからなる、世間慣れしたX-メンからなるこのチームのリーダーとなった。これは平行して刊行された姉妹誌の『Uncanny X-Men』と『New X-Men』とは対照的なものとなった。46号（2004年6月）で終了するまで、クレアモントはストームを中心的キャラクターとして書き続けた。この時期、ストームはX-メンの若年メンバーであるスリップストリームと短い間浮気をしたり、銀河系宇宙間の将軍カーンに誘拐されたりした。カーンは彼女を妃にしようとしたが、ストームは彼を打ち負かした。シリーズでは彼女はミュータントがミュータントを取り締まる国際的な権限を持つスペシャル・ポリス・タスク・フォース、エクストリーム・サンクションズ・エグゼクティブ（ESX）のリーダーにもなっている。
2005年のベンディスによるクロスオーバーイベント『ハウス・オブ・M』事件（スカーレット・ウィッチの魔法により全世界のミュータントの98%が能力を失った事件）の中、ストームは能力を失わなかった198人のうちの一人となった。また、その年に書かれたMark Sumerakのミニシリーズ『オロロ:ビフォア・ザ・ストーム』では幼少期の彼女と父親代わりであるAchmed el-Gibarとの関係を中心としたバックストーリーがかなり詳しく語り直された。
次の年、マーベル・コミックはオロロが同じくアフリカ出身のスーパーヒーローであるブラックパンサーと結婚すると発表した。共作者のエリック・ジェローム・ディッキーは女性とアフリカ系アメリカ人の読者にはっきりと的を絞ったものだと説明している。ストームのブラックパンサーとの交際中の出来事はかつて一度も書かれたことはなかったが、両者の出会いは説明なしに後付けされた。もともと、1980年の『マーベルチームアップ』100号でストームは12歳の頃ブラックパンサー（ティチャラ）をアンドレアス・デ・ロイテルという白人の人種差別主義者から救い出している が、Dickeyのミニシリーズではティチャラがロイテルと彼の兄弟からまだ12歳のオロロを救ったことになっている。2006年の『ブラックパンサー』24号でのフラッシュバックでは物理的な面での彼等の出会いは二通りの解釈を許しているが、ミニシリーズでオロロはティチャラと出会って数日後に処女を失っている。『ブラックパンサー』誌の編集長であり、共作者のエクセル・アロンソは『Eric's story, for all intents and purposes (...) is Ororo's origin story.』と述べている。その関係はレジナルド・ハドソンが書いた2006年7月『ブラックパンサー』18号において、「シビル・ウォー」のストーリーラインのタイインとして、二人の最も中心的なアフリカ系黒人マーベル・コミックヒーロー同士の結婚に結実した。マーベル・コミックの編集長ジョー・カザーダはこの結婚をかなり支持しており、「マーベル・コミックにおけるチャールズ皇太子とダイアナ妃の結婚に匹敵する」と述べており双方のキャラクターがパワーアップして登場することを期待している。カザーダの予言は『ブラックパンサー』のストーリーでストームとティチャラの結婚に続く新婚夫婦がドクター・ドゥームやネイモア、インヒューマンズのブラックボルトのような王族達と会いにいく世界ツアーで実現されはじめている。2007年はミスター・ファンタスティックとインヴィジブル・ウーマンが「シビル・ウォー」事件の余波を受けて自分たちの結婚に向き合う時間を取ったことによって、ストームとブラックパンサーは一時的にヒューマントーチとシングが残るファンタスティック・フォーのメンバーとなった。ストームは『アンキャニィX-メン』誌に戻っている。
また、続く「ワールド・ウォー・ハルク」（ハルクの制御不能な能力を危惧したヒーローたちが、彼を極秘のうちに宇宙の彼方に追放したが、ハルクは追放された惑星を逆に征服し、地球のヒーローに復讐するために戻ってきた）事件では、彼女はファンタスティック・フォーがハルクを打倒するのを手伝おうとするが、彼女とブラックパンサーはハルクのワーバンドによって倒されてしまう。

## 歴史的意義
歴史的に見て、ストームの功績は表彰に値する。それというのも彼女は大手のコミックブック出版社マーベル・コミックとDCコミックスにおいて主要な役ないしサポート役を務めた最初期の黒人（しかも女性の）キャラクターの一人であるためである。先述の2社の中で、彼女のデビューする1975年以前には、黒人女性キャラクターがほとんどいなかった。マーベル・コミック社には1963年にGabe Jones、1966年のブラックパンサー、ビル・フォスター、1967年にスパイダーマンのサポートキャラクターとしてジョー・ロバートソン、彼の息子で1968年のランディー・ロバートソン、1972年のホビー・ブラウン、ルーク・ケイジ、1973年のブレイド、1974年のエイブ・ブラウンがいる。DCコミックスにはティーン・タイタンズのメンバーで1970年にデビューしたMal Duncan、1973年の3代目グリーンランタンのジョン・スチュアート、1973年のミスター・ミラクルの弟子Shilo Norman等がいるが、彼女はDCの他の黒人ヒーローたち（1976年のレギオン・オブ・スーパーヒーローズのメンバーTyroc、1977年のブラック・ライトニングなど）よりデビューが早い。最初に紹介された黒人キャラクターでないにもかかわらず、彼女の誕生以降、ストームは最も成功を収め、認知された黒人スーパーヒーローである。実際、マーベル・コミックのチーフエディター・ジョー・カザーダはストームを「史上最も成功した女性キャラクターで、確実にこれまでで最も偉大なアフリカ系キャラクターのひとり」と呼んでいる。

## バイオグラフィー
1975年に登場して以降、ストームのバイオグラフィーは大きな変更は行われていない。基幹となる部分はクリス・クレアモントによって作られ、1976年のUncanny X-Men #102 と1979年の Uncanny X-Men #117 で語られた。2005年から2006年にかけて、幾つかの設定に解釈のやり直しがなされ、ライターのMark Sumerakとエリック・ジェローム・ディッキーはそれぞれ、彼女の若き日をOroro: Before the Storm および'Storm (vol. 2). で語り直した。
マーベルの基本設定では、オロロ・マンローはケニアの王女N'Dareとアフリカ系アメリカ人の写真家デイヴィッド・マンローの娘である。スエズ危機の頃エジプトに駐屯している間に、戦闘機が彼女の両親の家に墜落し、彼等の命を奪うことになった。瓦礫に生き埋めになりながらもオロロは生き延びたが、孤児となり、同時に極度の閉所恐怖症となった。彼女はカイロで親切なストリートの主Achmed el=Gibarに拾われ、腕のいい盗賊となった。彼女の被害者の中には後に師となるプロフェッサーX（シャドウキングに会いにきていた）もいた。内なる衝動に従って、彼女は十代の頃にセレンゲティに行きつき、未来の夫であるティチャラと出会った。両者は互いに強く惹かれあっていたが、二人は別々の道を歩むことになった。セレンゲティでは、オロロは初めて天候を操る能力を見せた。しばらくの間、彼女は雨の女王として崇められ、プロフェッサーXにX-メンにスカウトされるまでヌーディズムやスピリチュアリティを実践していた。
オロロはコードネーム『ストーム』を受け取り、強く穏やかなキャラクターとして確立された。彼女は最終的に同僚のサイクロップスからX-メンのリーダーの座を勝ち取り、スーパーヒーローとして活動した殆どの時間でその役目を果たすことになった。私生活の面では、彼女はX-メンの同僚であるフォージと長くロマンチックな関係にあり、破局するまでは彼と結婚するものと思われていた。
全世界のミュータントの98%がその能力を失ってから、ストームはX-メンを離れてアフリカに赴くことになった。そこでスーパーヒーロー・ブラックパンサーとして知られるようになっていたティチャラと再会し、彼と結婚、ワカンダ王国の妃となった。現在の宇宙での任務において、永遠の監視者・ウォッチャーはブラックパンサーとストームに、彼等の子供たちが特別な運命を背負っていることを告げている。

### 論争
ポップマターのコラムニストLynne D. Johnsonは2003年のエッセイで、最大限の配慮にもかかわらず、ポップカルチャーはしばしば黒人女性をステレオタイプで描いてしまうものであり、ストームの描写は強く、高度に魅力的な執行者だと指摘している。
アフリカ系の母親から生まれているにもかかわらず、ストームは彼女の先祖と同様に、青い目と真っ直ぐな髪を備えている。これはキャラクターの民族性の遺伝的な面を「ごまかしている」との批判に繋がっている。

## 能力とパワー

### 天候の操作
ストームは多くの能力を持っており、その最たるものは天候を操作するミュータント能力である。彼女はマーベル・ユニバースで最も強力なミュータントの一人として描かれており、パワーという点でジーン・グレイと比較される。ストームは潜在的なオメガレベル・ミュータントとして描かれている。
ストームはあらゆる形態の天候を操作するサイオニック能力を持っている。彼女は周囲の気温を変化させ、風を操作して身体を持ち上げ高速で飛行し、毒性の大気汚染物質を融合させて酸性雨や毒性の霧を作り出し、稲妻や他の電磁力による大気現象を発生させることができ、卓越した大気圧の操作をやってのけたこともある。
大気の他に、ストームは宇宙嵐や太陽風、海流、電磁放射を含む自然の力を操る能力を見せている。ある時ストームは太陽風を操作してミュータント捕獲ロボット・センチネルを破壊している。彼女は電磁場を作り出し、水を電気分解して酸素と水素を取り出してみせたことがある。宇宙にいる間も彼女は惑星間および銀河間にある物質に影響を及ぼし操作することができる。また彼女は自分の視覚を、森羅万象をエネルギーのパターンとして捉えられるように変化させることができ、気象現象や機械、神経系の電気の流れを感じ取れる。
ストームのこれらの能力は彼女の意志力と肉体の力によって制限されている。
ストームは、自然界の力に大きく影響され、また影響を与える。彼女と自然界との絆を示す一例としては、彼女の感情が激発すると嵐が起こることが知られており、またそういったことを防止するために、彼女自身が強い感情を表すことを抑制しているのもよく知られている。その他、Xマンション内の病気にかかっていたり枯れている木を感じ取ったり、大気や水を介して物体を探知したり、北半球で起こったハリケーンの動きや海水に対する月や太陽による重力付加の異常を感じ取ったりすることができる。

### 魔術の潜在能力
ストームの血縁には魔術や呪術の使い手が存在した。彼女の祖先の多くは女魔術師や女神官だった。『The Mystic Arcana』シリーズはストームの先祖でエジプトの女神マアトを崇拝していたAhsakeを題材としている。異世界における多くのストームは少なからぬ魔術の才能を有している。ただしストームはこれまでいかなる形式においてもこの潜在能力を使用したことはない。

### 格闘と窃盗
ストームは腕利きの盗賊として描かれており、またウルヴァリンに鍛えられて近接戦闘の達人となっている。その昔、ストームは格闘において歴戦の戦士であるモーロックスのカリストやクリムゾン・コマンドーを降している。ストームはアラビア語やスワヒリ語を流暢に話すことができ、アフリカ系の訛りが顕著な特徴として現れている。彼女の所持品の一部として、ストームは錠前外しの道具一式と先祖伝来のルビーを持ち歩いており、このルビーは彼女の雷の力によって異次元に移動する能力を発揮する。

## 他のバージョン
ストームは、マーベル・コミックの作品世界だけでなく、他の作品世界でも描かれている。

## 他メディア

### 映画
X-メンの映画三部作では、アカデミー賞受賞者のハル・ベリーがストームを演じている。ベリーのような異彩を放つ女優が演じたにもかかわらず、第1作『X-MEN』ではほとんど活躍がなく、ウルヴァリンやジーン・グレイの陰に隠れて目立たなかった。第2作『X-MEN2』では出番が増えたが、実質的に全く物語の本筋に関わっていなかった。ベリーはキャラクターの扱いを大きくすることを条件に続編に出演を決め、彼女の役割は『X-MEN:ファイナル ディシジョン』でかなり大きくなった。第3作では恵まれし子らの学園の校長とX-メンのリーダーを継ぐことになった。
ベリーはストームのスピンオフへの出演を打診されたが、彼女はスピンオフを製作するためには戻らないと言っている。しかし、ピープルズ・チョイス賞において、彼女は『X-メン4』が製作されるなら出演すると言っている。

### テレビ
- ストームは「スパイダーマン・アンド・アメイジングフレンズ」のエピソード『A Firestar Is Born』、『The Education of a Superhero』、『The X-Men Adventure』に他の様々なX-メンメンバーと共にゲスト出演している。彼女の声は『The X-Men Adventure』ではキャシー・ガーバーが、『A Firestar Is Born』ではアニー・ロックハートが担当した[45]。
- 1989年、ストームはTV番組のパイロット版で後にビデオとして発売された『プライド・オブ・X-メン』に登場している。この作品ではアンディ・チャップマンが声を担当した[46]。
- 彼女の3番目にして最も長いTVでの登場は1990年代半ばのX-メンのアニメシリーズであり、彼女の声は第一期と第二期の最初の7話をローナ・モリス、残りをアリソン・シアリィスミスが担当し、第一期の最終版ではモリスの声を置き換えている[47]。
- 1990年代のスパイダーマンのシーズン2の第4話と第5話、及びシークレットウォーズ事件の全話にほかのX-メンと共に登場している。スパイダーマンシリーズでは、ストームの声はアリソンシアリィ・スミスが再び担当したが、シークレット・ウォーズではモリスが担当した[48]。
- 五番目のTV出演はアニメシリーズの「X-メン:エボリューション」であり、ストームはプロフェッサーXの学園の教師として登場し、キルスティン・ウィリアムソンが声を担当した。この作品でのストームはオリジナルのストームと多くの共通点を持ち、プロフェッサーXに次ぐ副司令官として表現されていた。このストーム若きX-メン・ダニエルズ（コードネームはスパイク）のおばであり、エグゼビアの学園の職員の一人である。彼女はXマンションの温室の管理人でもあった[49]。

### ビデオゲーム
ストームは様々なプラットフォームで発売されているX-メンのテレビゲームのほとんどに登場している。
- もっとも特筆すべき作品はMARVEL_VS._CAPCOMシリーズとプレイステーション用ソフト『X-メン:ミュータント・アカデミー』である[50]
- 彼女はさまざまなプラットフォームに対応した『X-メン:ネクストディメンジョン』及び『X-メン・レジェンズ』とその続編『X-メン・レジェンズ2:ライズ・オブ・アポカリプス』に登場している。彼女の声は『X-メン・レジェンズ』 ではシェリル・カーターが、『ライズ・オブ・アポカリプス』ではDawnn Lewisが担当した[50]。

- 彼女はEAのテレビゲーム『マーベル・ネメシス:ライズ・オブ・インパーフェクツ』でも使用可能なキャラクターである[50]
- ストームは映画をベースにしたテレビゲーム『X-メン:オフィシャル・ゲーム』でも使用可能なキャラクターとなっている。彼女の声はデブラ・ウィルソンが供給している[50]
- ストームは『マーベル：アルティメットアライアンス』でも使用可能であり、Dawnn Lewisが再び声を担当している。ストームにマンダリンを封じ込めさせると、彼女はニック・フューリーにマンダリンとの対決の歴史を話すことになる[50]。
- ストームはゲームボーイ用ソフト『アメイジング・スパイダーマン2』に特別出演している。

### テーマパークライド
ドクター・ドゥーム、ハルク、スパイダーマンと一緒に、ストームもユニバーサル・スタジオのマーベル・スーパーヒーロー・アイランドでライドを持っている。ライドは共通のティーカップライドをベースにしており、『ストーム・フォース・アクセラレイション』と呼ばれている。暗くなってから乗ると霧の効果と電撃を模したストロボライトを見ることができる。自らの名前を冠したライドを持ったスーパーヒロイン、およびX-メンメンバーは彼女が初めてである。

## 担当声優

### アニメメディア版
英語版
| 担当声優                   | 担当時期               | 担当作品                                                                        |
| -------------------------- | ---------------------- | ------------------------------------------------------------------------------- |
| キャシー・ガーバー         | 1981年                 | スパイダーマン&アメイジング・フレンズ                                           |
| アン・ロックハート         | 1981年                 | スパイダーマン&アメイジング・フレンズ                                           |
| アンディ・チャップマン     | 1989年                 | X-メン:プライド・オブ・ザ・エックスメン                                         |
| イオナ・モリス             | 1992年 (Episode 1 - 7) | X-MEN シーズン1                                                                 |
| アリソン＝シーリー・スミス | 1992年（Episode 8 - ） | X-MEN シーズン2 1994年版スパイダーマン X-MEN 97 ホワット・イフ...? シーズン3 #7 |
| キルステン・ウィリアムソン | 2000年 - 2003年        | X-MEN:エボリューション (シーズン1 - シーズン3)                                  |
| スーザン・ダリアン         | 2008年                 | ウルヴァリン・アンド・ザ・X-メン                                                |
| クリー・サマー             | 2008年 - 2011年        | スーパー・ヒーロー・ギャング                                                    |
| ジル・スコット             | 2010年                 | マーベルナイツ:ブラック・パンサー                                               |
| ダニエル・ニコレット       | 2012年 - 2015年        | 2011年マッドハウス版 X-MEN ディスク・ウォーズ:アベンジャーズ                    |

| 担当声優   | 担当時期            | 担当作品                                                                                           |
| ---------- | ------------------- | -------------------------------------------------------------------------------------------------- |
| 吉田理保子 | 1994年 - 1995年     | テレビ東京版 X-MEN                                                                                 |
| 倉持良子   | 2002年12月 - 2003年 | X-MEN:エボリューション (シーズン1 - シーズン3)                                                     |
| 大鐘則子   | 2004年              | 1994年版スパイダーマン                                                                             |
| 倉田葉子   | 2005年 -            | トゥーン・ディズニー版 X-MEN スパイダーマン&アメイジング・フレンズ ホワット・イフ...? シーズン3 #7 |
| 久川綾     | 2011年              | 2011年マッドハウス版 X-MEN                                                                         |
| 菅谷弥生   | 2014年              | ディスク・ウォーズ:アベンジャーズ                                                                  |

### 実写版吹替
| 担当俳優               | 日本語吹き替え | 初担当作品            | 最終担当作品                                  |
| ---------------------- | -------------- | --------------------- | --------------------------------------------- |
| ハル・ベリー           | 相沢恵子       | X-MEN（ソフト版）     | X-MEN（ソフト版）                             |
| ハル・ベリー           | 深見梨加       | X-MEN（テレビ朝日版） | X-MEN:ファイナル ディシジョン（テレビ朝日版） |
| ハル・ベリー           | 本田貴子       | X-MEN2（ソフト版）    | X-MEN:フューチャー&パスト                     |
| アレクサンドラ・シップ | 志田有彩       | X-MEN:アポカリプス    | X-MEN:ダーク・フェニックス                    |

### ゲームメディア版
CAPCOM格闘ゲーム版
- キャサリン・ディッシャー（COTA〜MVC2まで）
- スーザン・ダリアン(MVC3〜)